# Leo Au
Leo Au Chun-ming (chinesisch 歐鎮銘 / 欧镇铭, Pinyin Ōu Zhènmíng, Jyutping Au1 Zan3ming4, kantonesisch Au Chun Ming; * 1. Februar 1990 in Hongkong) ist ein ehemaliger chinesischer Squashspieler aus Hongkong. 

## Karriere
Leo Au begann seine professionelle Karriere in der Saison 2007 und gewann elf Titel auf der PSA World Tour. Seine höchste Platzierung in der Weltrangliste erreichte er mit Position 20 im Juli 2018. Bei den Asienspielen 2010 gewann er mit der Hongkonger Mannschaft die Bronzemedaille. 2014 wiederholte er diesen Erfolg, ehe er 2018 Silber mit der Mannschaft gewann. Im Einzel gewann er nach einem Finalsieg über Max Lee die Goldmedaille. Mit der Hongkonger Nationalmannschaft nahm er bereits 2009, 2011, 2013, 2017 und 2019 an Weltmeisterschaften teil. Am 24. Januar 2015 stellte er gemeinsam mit Shawn Delierre in der Finalpartie der Holtrands Gas City Open 2015 mit 170 Minuten Spieldauer einen neuen Rekord für die längste Squashbegegnung der Geschichte auf. 2015 wurde er Asienmeister im Einzel. Im Finale besiegte er Abdullah Al Muzayen in drei Sätzen. Drei Jahre später gewann er den Titel auch mit der Mannschaft. In den Jahren 2012, 2013, 2015, 2017 und 2018 wurde er Hongkonger Landesmeister. Im Juni 2020 beendete er seine Karriere.
Leo Aus ältere Schwester Annie Au war ebenfalls Squashprofi.

## Erfolge
- Asienmeister: 2015
- Asienmeister mit der Mannschaft: 2018
- Gewonnene PSA-Titel: 11
- Asienspiele: 1 × Gold (Einzel 2018), 1 × Silber (Mannschaft 2018), 2 × Bronze (Mannschaft 2010 und 2014)
- Hongkonger Meister: 5 Titel (2012, 2013, 2015, 2017 und 2018)